# Taschenzug

In Gold ein Blauer Taschenzug

Als  Taschenzug  wird in der Heraldik ein Heroldsbild bezeichnet, das einer gestürzten eingebogenen bzw. einer geschweiften Spitze gleicht. 
Bei dieser Figur treffen sich vom oberen Schildrand in seiner Breite zum Schildfuß hin spitz zusammenlaufend zwei Linien. Zwischen diesen ist eine andere vom übrigen Schild abweichende Tinktur. Es ist eine Schildteilung. Der Begriff  Taschenzug ist in der neueren Heraldik  nicht mehr in Gebrauch, denn die Blasonierung mit gestürzter Spitze  ist verständlicher. Das Beschriebene trifft sinngemäß auch auf ein Feld zu.
Das Gegenstück dieses Heroldsbildes ist der Mantelzug, auch als Mantelschnitt bezeichnet. Es ist die aufrechte eingebogene Spitze.